# Gössenberg
Gössenberg är en ort i kommunen Aich i distriktet Liezen i förbundslandet Steiermark i Österrike. 
Gössenberg var tidigare en självständig kommun, men blev den 1 januari 2015 en del av kommunen Aich. Kommunen bestod av orterna Gössenberg, Auberg och Petersberg.